# Dietrich Goethe
Dietrich Goethe (* 12. Januar 1948) ist ein ehemaliger deutscher Fußballspieler.
Goethe spielte u. a. für Lok Stendal. In der DDR-Oberliga bestritt er ein Spiel für die Stendaler. In der Saison 1968/1969 wechselt er zum DDR-Meister Chemnitzer FC.
Er absolvierte ein Spiel in der Juniorennationalmannschaft der DDR 1965 gegen Polen.
2013 trat er bei einem Treffen ehemaliger Nationalspieler von Lok Stendal auf.